# Acura ILX
Acura ILX — компактний престижний автомобіль бренду Acura, підрозділу люксових автомобілів Honda. Він замінив Acura CSX.

## Опис

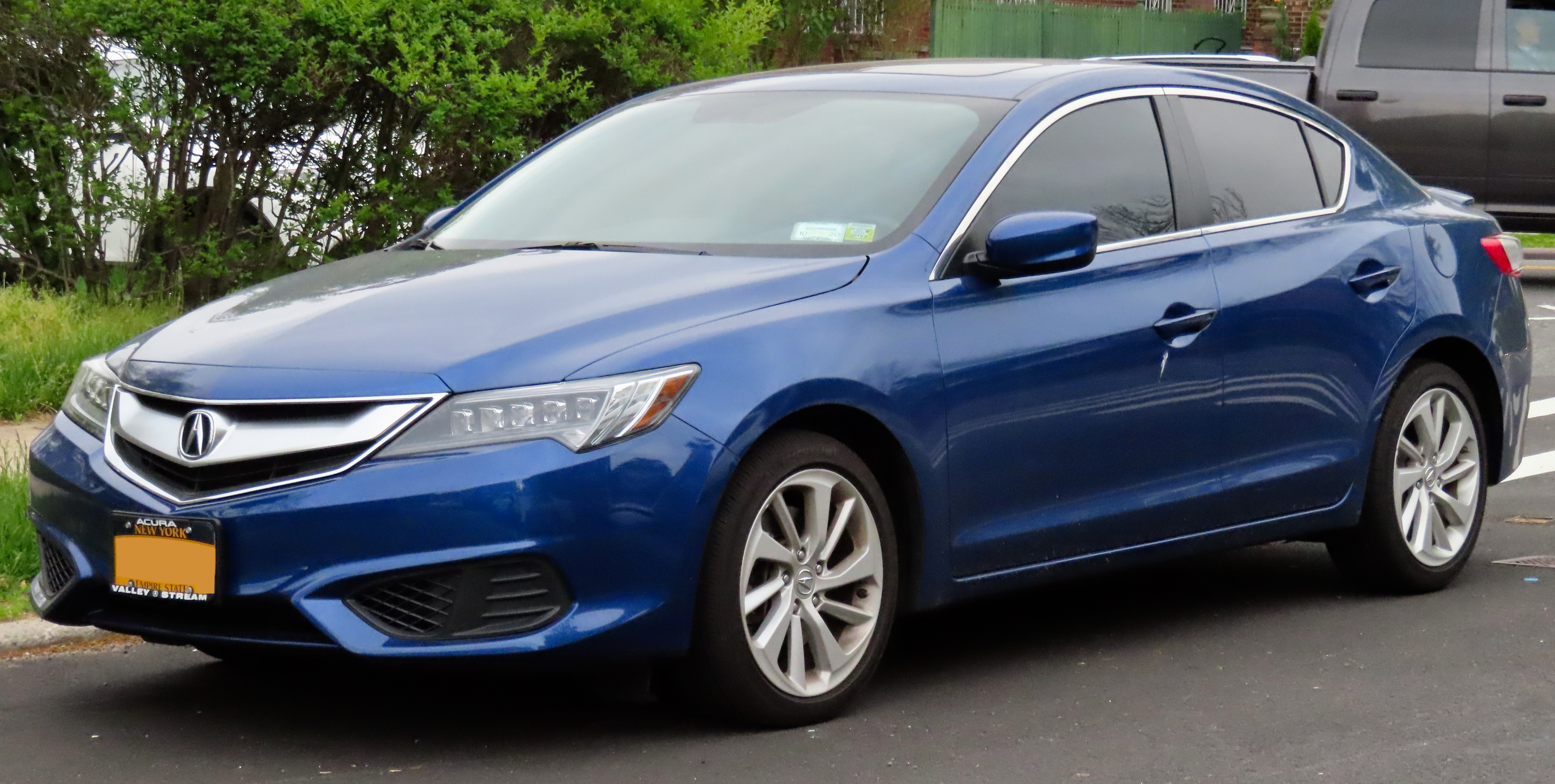
Acura ILX (2015-2019)

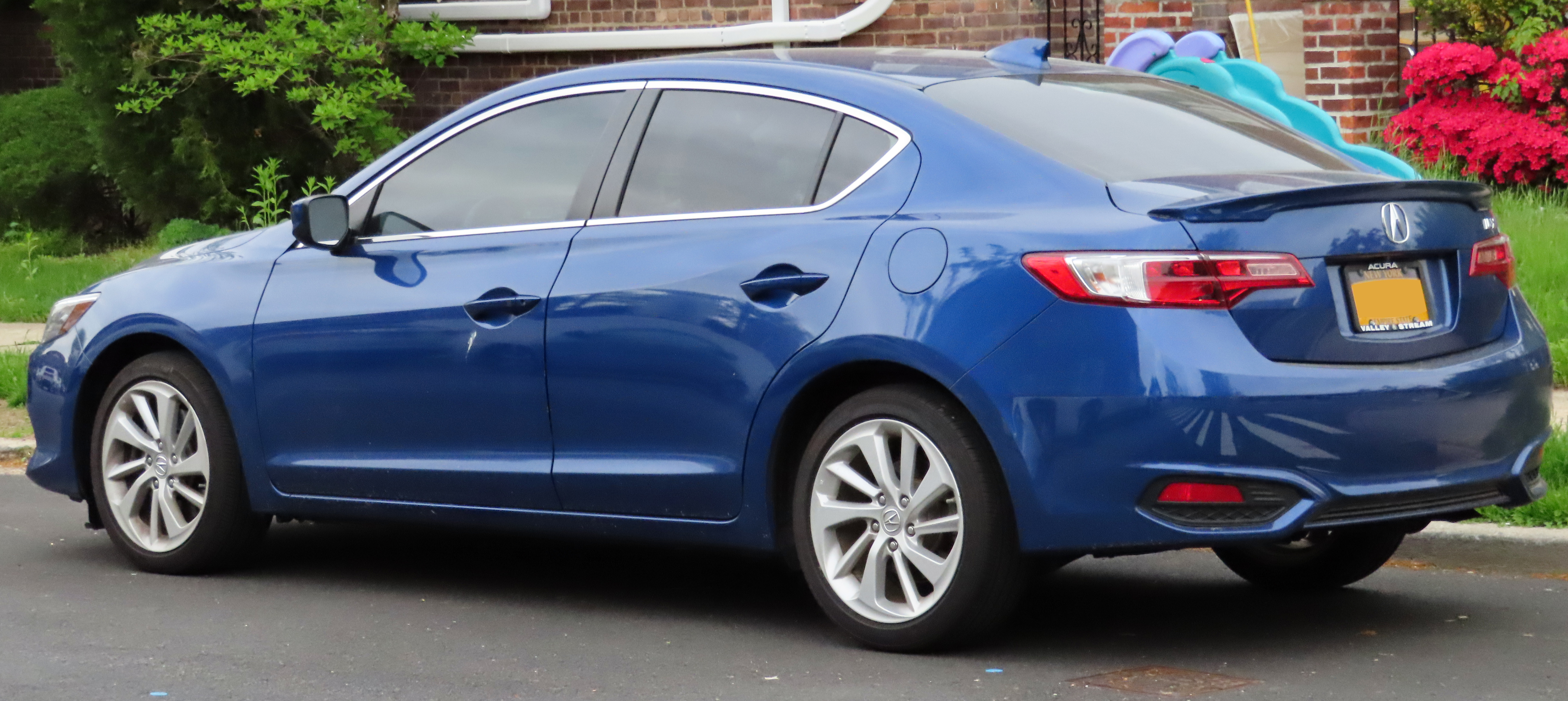
Acura ILX

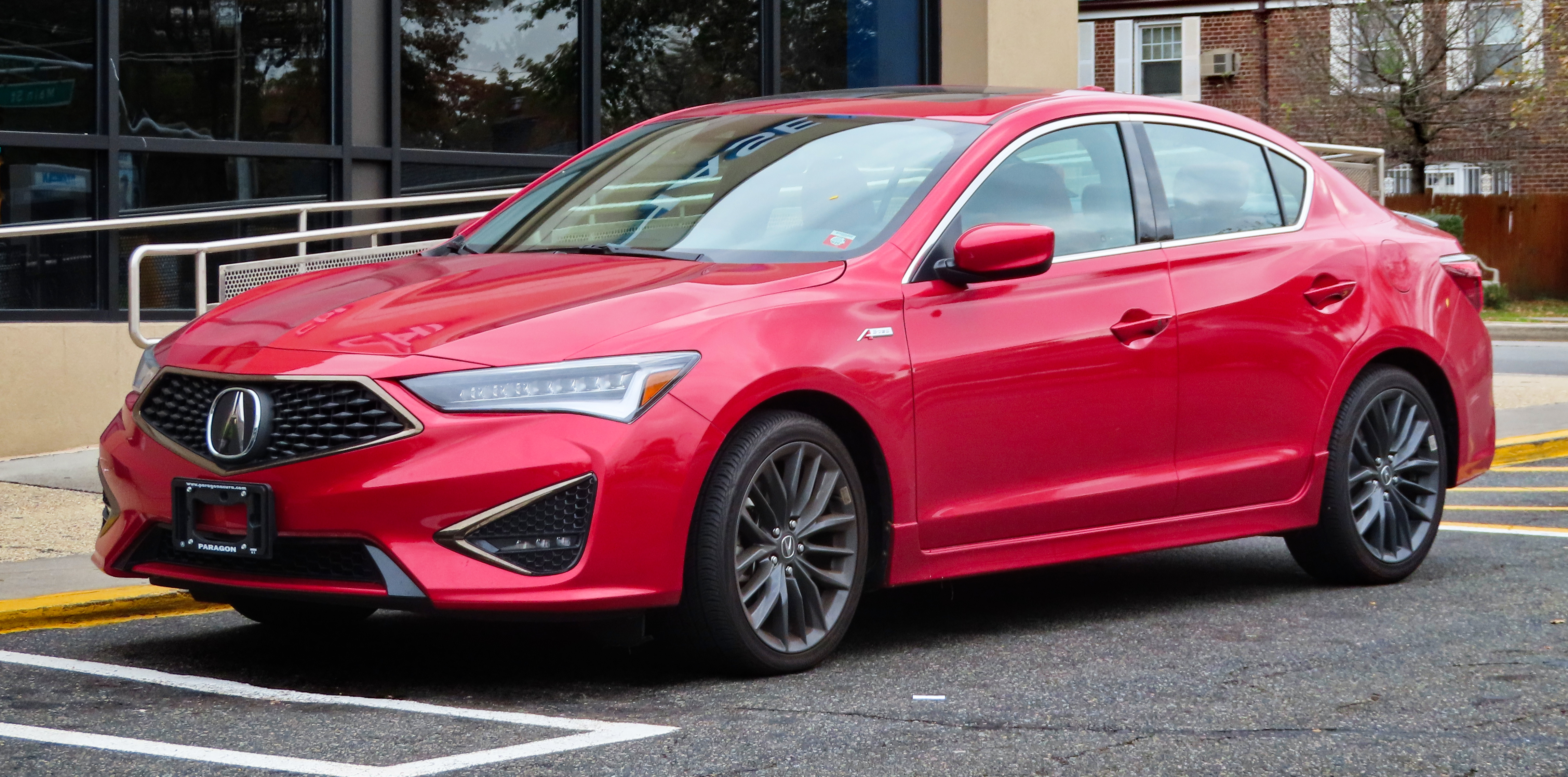
Acura ILX (з 2019)

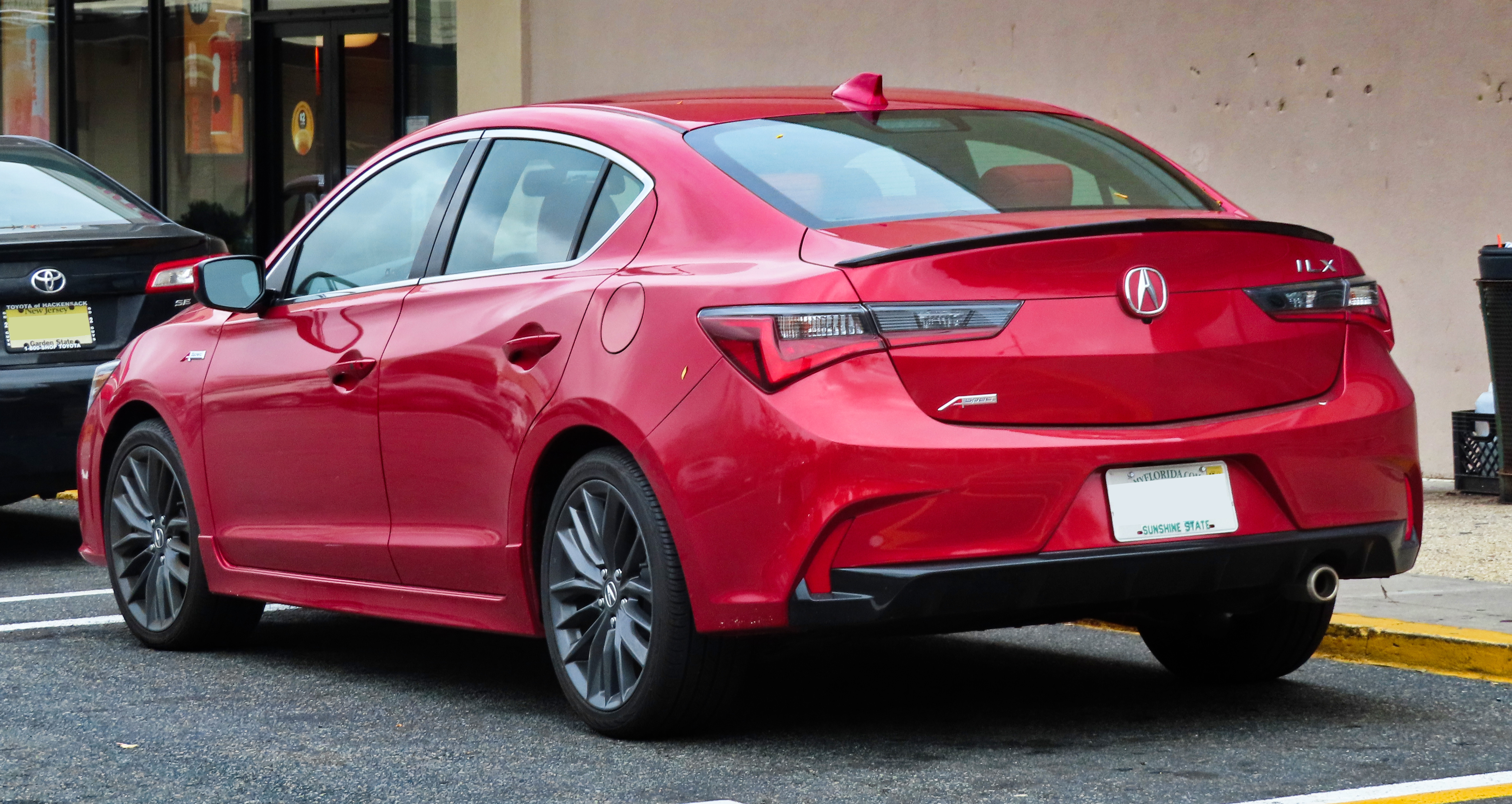
Acura ILX (з 2019)

Як і попередній CSX, Acura ILX пов'язаний з дев'ятим поколінням Honda Civic. Тим не менш, ILX представить новий дизайн Acura, званий «Аероплавлена Динаміка». На автомобіль встановлюють аналогічні чотирициліндрові двигуни, як на CSX, TSX і Civic Si, а це 2.0 л R20A I4 потужністю 150 к.с. і 2.4 л K24Z7 I4 потужністю 201 к.с. Гібридна модель, перша у Акури, представлена з 1.5 л LDA/LEA15, своїм газовим/електричним мотором поділиться поточний Civic Hybrid.
Концепт-кар з газовою і гібридною установкою був представлений в 2011 році на Північноамериканському міжнародному автосалоні. Готова версія буде представлена в 2012 році на Чиказькому автосалоні, а продажі в США планується почати в другому кварталі 2012 року.
У 2015 році модель пережила рестайлінг, при цьому двигун залишився один, об'ємом 2.4 літра K24V7 I4 і потужністю 201 к.с.

## Двигуни
- 1.5 л LDA/LEA15 I4 + електродвигун 111 к.с. 172 Нм (гібрид)
- 2.0 л R20A I4 150 к.с. 190 Нм (2012-2015)
- 2.4 л K24Z7 I4 201 к.с. 230 Нм (2012-2015)
- 2.4 л K24W7 I4 201 к.с. 245 Нм (2015-)

## Технічні характеристики
Модель ILX 2020 має тільки один силовий агрегат - це 2,4-літровий чотирициліндровий двигун потужністю 200 к.с. Він забезпечує необхідну потужність для руху по місту. Високі обороти мотора дають велику віддачу. Восьмиступінчаста АКПП із подвійним зчепленням забезпечує плавні і швидкі перемикання.
ILX витрачає 9,8 лі на 100 км по місту і 6,9 л за його межами.
Седан Acura ILX розганяється з місця до 100 км/год за 6,6 секунд. 
Об'єм бака для пального Acura ILX складає 50 літрів. З таким запасом бензину можна проїхати в середньому 595 км.

## Продажі
| рік  | США                        | Канада |
| ---- | -------------------------- | ------ |
| 2012 | 12,251 (incl 972 hybrid)   |        |
| 2013 | 20,430 (incl 1,461 hybrid) |        |
| 2014 | 17,854 (incl 379 hybrid)   |        |
| 2015 | 18,531                     | 2,551  |
| 2016 | 14,597                     | 2,459  |
| 2017 | 11,757                     | 2,047  |
| 2018 | 11,273                     | 1,903  |